# Museo de Antioquia
El Museo de Antioquia, antiguo Palacio Municipal, es un museo situado en el centro de Medellín que alberga colecciones con relevancia internacional. Fue el primero fundado en el departamento de Antioquia y el segundo en Colombia. Se sitúa frente a la plaza Botero, cerca de la estación de metro Parque Berrío. En 1995 fue declarado monumento nacional.

## Historia
En 1872, un grupo de personas conformadas por el doctor Manuel Uribe Ángel, Antonio José Restrepo (Ñito Restrepo) y el coronel Martín Gómez se dieron al trabajo de establecer el Museo de Zea en honor a Francisco Antonio Zea, para integrarlo a la biblioteca del Estado Soberano de Antioquia, con el fin de que simbolizara los intereses educativos y culturales de la sociedad de turno.
Las primeras colecciones se conformaron con objetos de valor histórico, artístico y bibliográfico, pertenecientes a sus fundadores. El Doctor Manuel Uribe Ángel ofreció donar sus colecciones con la única exigencia de ser el primer director del museo. 
Como emulación de los «Gabinetes», nombre con que se dieron a conocer las exhibiciones públicas que dieron origen a los museos; estas obras fueron exhibidas para que el público accediera a las curiosidades que encargaban algunos de los objetos. Otras personas hallaron allí un lugar para la investigación y el conocimiento. El museo fue un gran soporte para el progreso de las artes en Antioquia, pues los artistas vieron representados sus intereses en la institución.
El patrimonio estaba representado en objetos como documentos, armas, banderas y otros que provenían de importantes períodos históricos en Antioquia y de Colombia, desde la independencia, hasta la Guerra de los Mil Días. Igualmente contaba con piezas de arte precolombino, rocas, minerales, colecciones numismáticas, algunos retratos de próceres y otros objetos curiosos. La biblioteca acogía varios miles de volúmenes, entre históricos, artísticos y científicos, muchos de ellos incunables. Además de la colección también se hallaba una importante recopilación de los primeros periódicos publicados en el país.

Murales de Pedro Nel Gómez ubicados dentro del Museo de Antioquia. De izquierda a derecha mural de la Bordadora a los Telares, mural el Problema del Petróleo y la Energía y el mural el Trabajo y la Maternidad.

La historia del museo ha estado fuertemente atada a la del departamento de Antioquia. En 1886 se promulgó la reforma de la constitución y desaparecieron los Estados Soberanos, estatus que Antioquia tenía hasta entonces. Esto forzó a definir qué entidades pasaban a depender del gobierno central y cuáles serían de las gobernaciones. El museo continuó dependiendo de la administración departamental.
Cuando el museo se desmontó para dar paso a la construcción del Palacio Rafael Uribe Uribe, como sede de la gobernación de Antioquia, parte de la colección fue almacenada y la otra, enviada a la Universidad de Antioquia y la Academia de Historia de Antioquia, entidades que aún las poseen al servicio de la comunidad.
En 1946, Doña Teresa Santamaría de González y el Doctor Joaquín Jaramillo Sierra, del cuadro de honor de la Sociedad de Mejoras Públicas de Medellín —SMP—, preocupados porque la ciudad no contaba con un museo representativo. Se propusieron en reabrir el museo, se buscaba adoptar una figura jurídica que le diera autonomía al museo e impidiera que gobierno alguno lo cerrara. Así se estableció el museo como entidad de derecho privado, sin ánimo de lucro, para que la institución sólo dependiera de una junta directiva, como organismo máximo regidor.
Pausadamente se fue estableciendo un museo artístico, paralelo al histórico, con obras donadas y compradas, para agrandar las colecciones en cantidad e importancia.
El museo cuenta por fin en 1955 con una sede dirigida exclusivamente a su funcionamiento, en el lugar donde antes funcionara la primera Fábrica de Aguardiente y posteriormente, la Casa de la Moneda. Esta sede, hoy Ala Experimental, contigua a la iglesia de La Veracruz; fue cedida en comodato por el Banco de la República, cuando éste se traslada a Bogotá. El municipio de Medellín fue el ente encargado de tomar la edificación, para uso exclusivo del museo.
El museo recibe de la Gobernación su personería jurídica en 1953. Desde aquel momento funciona como entidad autónoma y soberana para regir su destino.

### Cambio de nombre
En 1977 cambió de nombre. En esta ocasión pasó a llamarse Museo de Arte de Medellín, Francisco Antonio Zea. La razón del cambio resultó de la necesidad de evitar confusiones en la sociedad local e internacional que lo visitaba: los turistas no entendían el significado de Zea y los locales lo confundían con el Museo de Cera, entidad itinerante que permaneció por una extensa temporada en la ciudad.
El maestro Fernando Botero hizo su primera oferta de donación de obras a la institución en 1978. Por la poca eficacia que tenía su razón social, plantea que se llame Museo de Antioquia, para proporcionarle una identidad importante y referida con la cultura del departamento. El cambio fue aceptado por la gobernación de Antioquia. Se expidió una resolución en ese tema, con el argumento de que la entidad es autónoma en la totalidad de los manejos, incluido en su cambio de nombre, si esto se consideraba necesario.

### Renovación

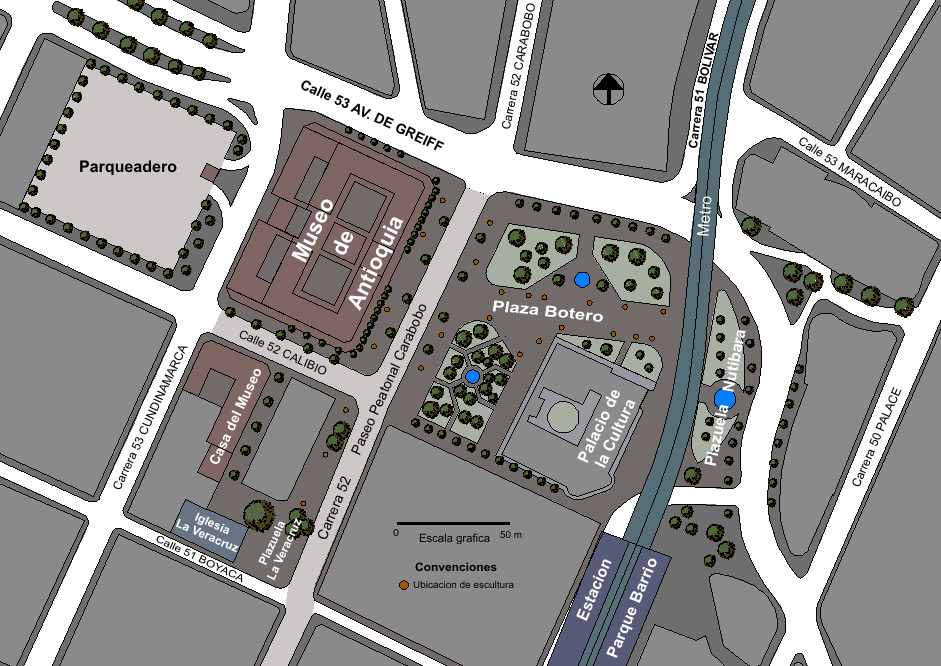
Localización del Museo de Antioquia y la Plaza Botero

En 1997 comienza el proceso de renovación institucional. En ese momento, la situación económica del Museo era angustiante y el número de visitantes anuales era bajo, lo cual habían llevado a la institución al olvido.
El Museo se plantea en aquel momento adquirir una nueva sede, con todos los requerimientos espaciales y técnicos para el funcionamiento óptimo de la entidad. Para ello, retoma la oferta que había hecho el maestro Fernando Botero de donar una importante colección de sus obras, que se anexara a la que ya estaba en el museo, si se contaba con un espacio apropiado y darle a la institución una importancia mayor.
En aquel momento surgieron numerosas propuestas como posibilidad de desarrollo para el Museo de Antioquia: la Fábrica de Licores de Antioquia de su sede actual, el Palacio de la Cultura Rafael Uribe Uribe, el antiguo Palacio Municipal, los terrenos del Parqueadero de Corpaul, el lote del Comité Departamental de Cafeteros de Antioquia, la Cárcel de la Ladera, los edificios Vásquez y Carré y el Pasaje Sucre, fueron pensados como potenciales sedes para el museo.
Finalmente, en la administración del alcalde Juan Gómez Martínez se puso en funcionamiento el Proyecto de recuperación de la zona de la Veracruz y Reubicación del Museo de Antioquia. Con él se buscaba alcanzar dos fines:
- Recuperar la zona de La Veracruz. El proyecto toma al Museo de Antioquia, como detonante generador de cambios para el centro de Medellín. Como impulsor de la transformación, se construye la Plaza Botero, un espacio público que alberga 23 esculturas monumentales donadas por Botero.

- Adaptar el Palacio Municipal a las exigencias de un museo moderno, para acoger allí las colecciones del Museo de Antioquia y exhibir la donación del maestro Fernando Botero.

La inauguración de la primera etapa de la renovación se produjo el 15 de octubre de 2000, con un despliegue infantil, cinco mil niños de todos los lugares de la ciudad se convirtieron en los primeros visitantes. Ellos cortaron la cinta protocolaria e ingresaron al Palacio Municipal, convertido en museo, en compañía del maestro Fernando Botero, quien ofreció la primera visita guiada. El mensaje era claro: el público prioritario son los niños, sin distinciones de ningún tipo. Por eso desde entonces, todos los menores de 12 años entran gratis al museo.
El jueves 23 de octubre de 2014 fue inaugurado la nueva sala permanente en el Museo de Antioquia con la exposición 68, 70, 72. Bienales de Arte Coltejer, que hace un repaso por estos tres encuentros que establecieron a la ciudad de Medellín en la escena internacional del arte.

## El edificio

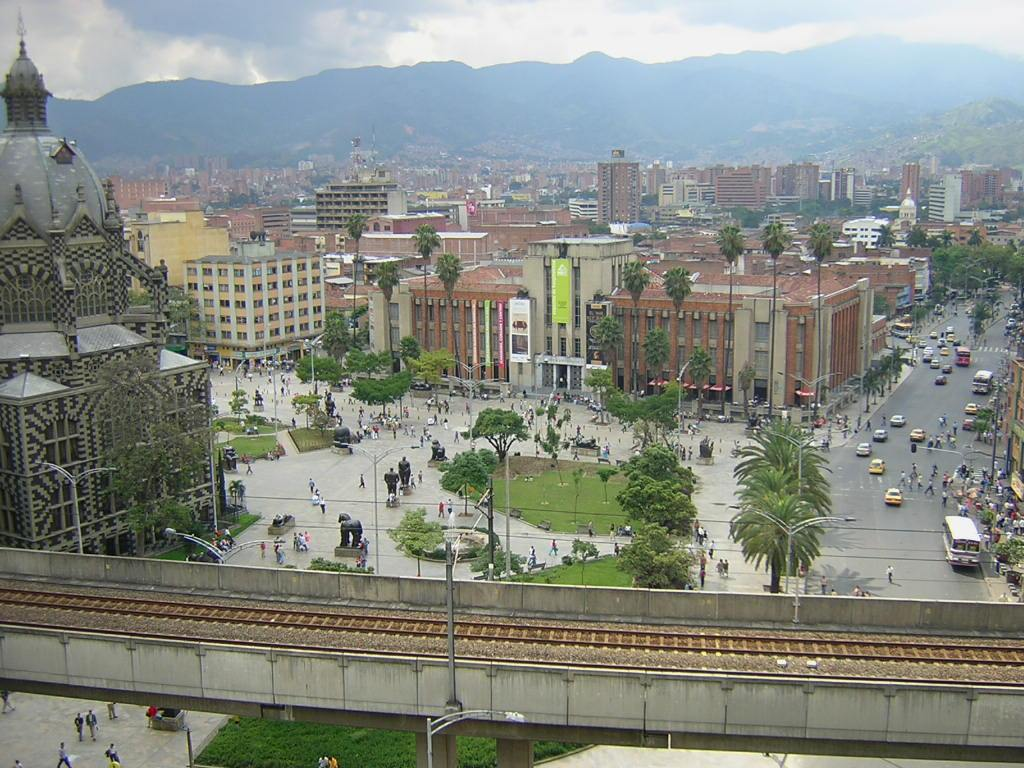
Plaza Botero y Museo de Antioquia

Uno de los beneficios más significativos en el proceso de renovación del Museo de Antioquia, fue restituir el esplendor al antiguo Palacio Municipal, transformado hoy en sede principal de la institución.
En 1931 el Concejo de Medellín abrió un concurso que buscaba premiar el mejor diseño para construir la nueva sede de la administración municipal. Los requisitos para participar eran que los arquitectos y los materiales fueran colombianos, y que se tuviera en cuenta el factor económico.
En 1932 los jurados Tulio Medina, Rafael Toro, Pedro Nel Gómez, Jesús A. Mejía y Arturo Longas, eligieron por unanimidad el diseño presentado por H. M. Rodríguez e Hijos, por «su acertada distribución en los locales, su definida y fácil circulación, su completa y bien estudiada instalación sanitaria, el conjunto armónico y sobrio de sus fachadas, en las cuales ha quedado claramente definido su carácter». El plan de arborización aprobado exigía el cuidado de no ocultar la belleza de la edificación.
Inaugurado el 12 de octubre de 1937, el edificio fue sede de la Alcaldía y el Concejo de Medellín, hasta 1988, cuando pasó a manos de Empresas Públicas de Medellín. En 1995 fue declarado Monumento Nacional.
En el año 2000 la edificación se convierte en museo. Las obras de conservación, restauración y adaptación al nuevo uso, permiten recuperar la belleza original de la estructura, que, a pesar de las alteraciones y agresiones de las que fue víctima con el paso del tiempo, mantiene su calidad y valor arquitectónico. Entre los espacios recuperados para el disfrute de los visitantes se destaca el antiguo recinto del Concejo de Medellín, hoy convertido en auditorio, con el imponente mural La República, del maestro Pedro Nel Gómez exhibido en forma permanente.

### Datos básicos del edificio
- Arquitecto: Martín Rodríguez H. , de H. M. Rodríguez e Hijos.
- Fecha construcción: 1932 – 1937
- Área del lote: 4 504 m2
- Extensión fachada principal: 84.5 m
- Número de pisos: Tres, además cuenta con un semisótano que funciona como un piso más.
- Estilo: Art decó
- Ubicación: El edificio ocupa una manzana, situada en el centro de Medellín, entre las carreras 52 Carabobo y 53 Cundinamarca, y la Avenida de Greiff y la calle 52 Calibío.

## Colecciones
Las colecciones fueron conseguidas en su mayoría por donación de artistas, familiares de artistas y coleccionistas privados. Algunas han sido obtenidas directamente por el museo con recursos propios o a partir de donaciones de dinero, concedidas con ese fin. 
Estos esfuerzos han permitido el crecimiento progresivo, tanto en cantidad como en calidad, de los fondos artísticos de la institución a través de su historia.
Estas son las colecciones con que cuenta el museo:
- Pinturas, dibujos y esculturas del maestro Fernando Botero
- Dibujos, pinturas y esculturas que cuentan la historia del arte en Antioquia
- Colección de pinturas, dibujos y esculturas de artistas nacionales
- Arte religioso
- Artistas internacionales
- Cerámica
- Obra gráfica seriada
- Cerámica precolombina
- Piezas históricas
- Muebles
- Colección de numismática
- Arte precolombino
- Colección de Arte Contemporáneo de artistas colombianos
- Ruperto Ferreira (pintor botánico)
- Colección bibliográfica sobre arte e historiografía de Colombia
- Piezas históricas colombianas

## Salas de Exposiciones

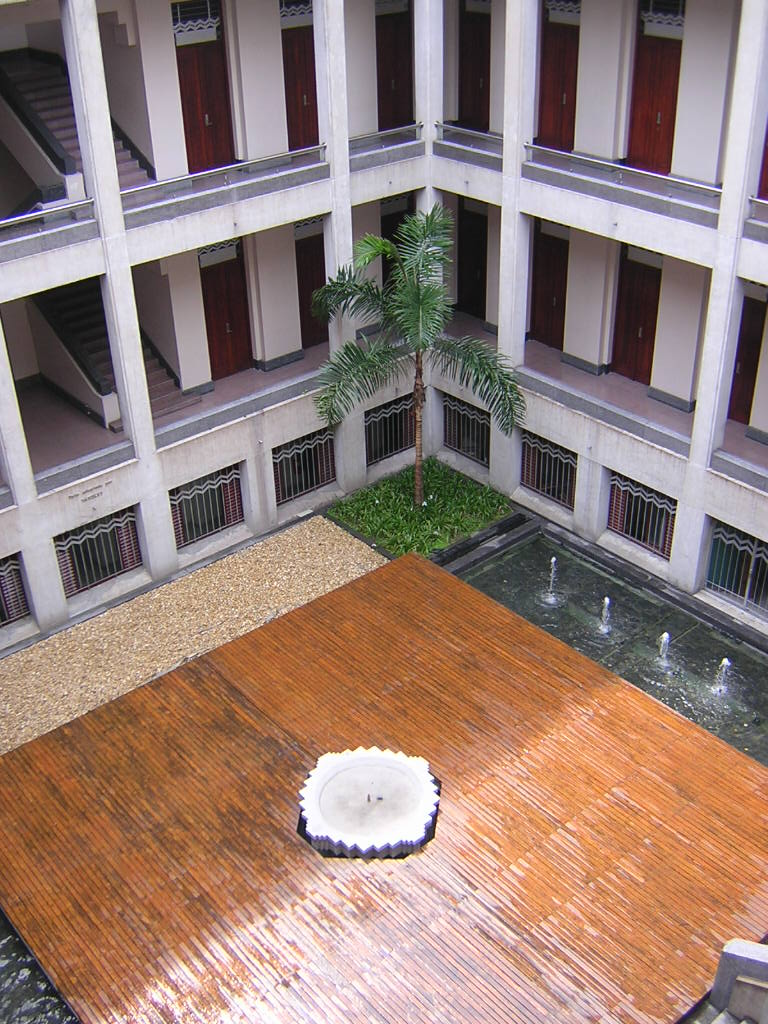
Patio interior del Museo.

El museo cuenta con diecisiete salas de exposición permanente:
- Sala prehispánica: objetos y arte precolombino.
- Sala colonial y republicana: conquista y colonia.
- Murales: once del maestro Pedro Nel Gómez.
- Sala Manuel Uribe Ángel: sala de conmemoración a uno de los fundadores del museo.
- Retratos del siglo XIX
- Sala de fotografía
- Sala artistas nacionales
- Sala Francisco Antonio Cano
- Sala discípulos de Cano.
- Sala de esculturas.
- Sala de artistas antioqueños del siglo XX.
- Pedro Nel Gómez y su época.
- Sala de arte contemporáneo
- Sala de arte nacional del siglo XX.
- Sala de arte internacional - donación Botero.
- Sala Pedrito Botero
- Sala donación Botero 2000

## La Casa del Museo
La anterior sede del Museo, localizada al lado de la iglesia de La Veracruz, sigue vinculada a la entidad. La edificación, donde antes funcionó la primera fábrica de aguardiente de Antioquia y, posteriormente, la Casa de la Moneda, fue habilitada como museo en 1955.
Con el traslado de la sede principal al Palacio Municipal en el año 2000, la casa comenzó a transformarse en el Ala experimental del Museo de Antioquia. Para lo cual, se han hecho obras civiles, renovando las viejas estructuras y creando nuevos espacios que proyecta la institución.
En el Ala experimental, el Museo ofrece la biblioteca Jaime Hincapié Santamaría, una sala de cine para 130 personas, las oficinas de la dirección cultural, tres salas para exposiciones temporales y el taller de los niños.

## Plaza Botero

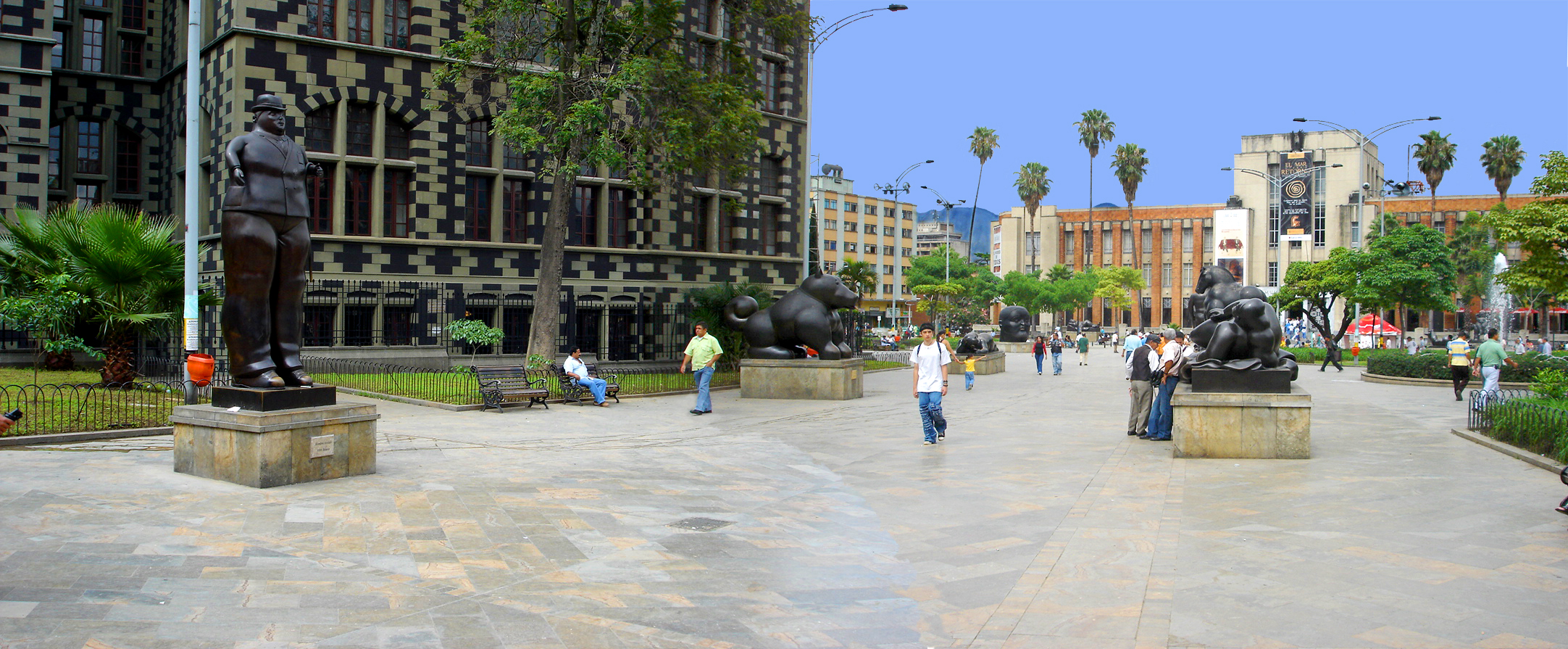
Plaza Botero

En el 2002 se inaugura la plaza Botero, ubicada al frente de la fachada principal del Museo de Antioquia. Cuenta con 7 
000 metros cuadrados en los cuales se exhibe de manera permanente y en el espacio público, 23 esculturas monumentales realizadas por Fernando Botero.

### Las esculturas de Botero
- Mujer
- Mujer con fruta
- Gato
- Adán
- Eva
- Caballo
- Mujer con espejo
- Mujer sentada
- Perro
- Hombre vestido
- Mujer vestida
- Maternidad
- Esfinge
- Rapto de Europa
- Hombre a caballo
- Mujer reclinada
- Hombre caminante
- Caballo con bridas
- Soldado romano
- Mujer dormida
- Cabeza
- Pensamiento
- Mano

### Museo 360
Desde 2016, con la llegada a la dirección de María del Rosario Escobar, el Museo de Antioquia emprende el proyecto Museo 360, el cual busca perfilar al museo como un espacio de encuentro y reflexión que «reconoce la realidad de la ciudad, en vez de ocultarla» con el objetivo de trabajar por «saldar deudas históricas de exclusión, de discriminación» y de sobreponerse a «la incapacidad de comprender al otro, en medio del temor de ser distintos». Según Escobar, la misión del museo es la de «revisar la historia y sus relatos, y crear nuevos relatos, que sean incluyentes y permitan entender que las problemáticas de la ciudad y sus protagonistas existen». Este tipo de ejercicio hace que se reflexione sobre los caminos históricos que han conllevado al presente de una sociedad y el papel que las instituciones culturales desempeñan en dichos procesos.
Entre los proyectos del museo que forman parte de esta transformación institucional y que emanan de prácticas institucionales de curaduría crítica se encuentra la nueva concepción de las galerías permanentes en las cuales se reflexiona sobre la función del arte y del museo en la construcción de imaginarios colectivos excluyentes. Otro ejemplo es el del proyecto de residencia artística de Nadia Granados quien junto a la curadora Carolina Chacón y un grupo de trabajadoras sexuales del centro de Medellín, crearon en 2017 el galardonado cabaret/performance Nadie sabe quién soy yo. A partir de este momento, el grupo crea el colectivo Las guerreras del centro, con el objetivo de resaltar las vidas y las historias de las trabajadoras sexuales a través de creaciones artísticas, círculos de tejido y otras acciones comunitarias.
Nadie sabe quién soy yo fue el comienzo de una serie de colaboraciones curatoriales y de proyectos de mediación fruto del trabajo conjunto de Las guerreras del centro y el Museo de Antioquia. Este tipo de proyecto colaborativo constituye una práctica de museología crítica desestigmatizante y empoderadora que abre nuevos intercambios y diálogos sociales dentro y fuera del museo. Estos espacios emergen del museo, forjan vínculos más allá de las paredes del museo y transforman drásticamente la relación del museo con su entorno social.